# Operación Dexterity
La Operación Dexterity (Operación Destreza) fue una operación militar, parte de la Operación Cartwheel en la zona denominada South West Pacific Area (SWPA) por los aliados en el teatro del Pacífico de la Segunda Guerra Mundial. La operación fue dirigida por el Comandante Supremo Aliado del SWPA, el general Douglas MacArthur. Dexterity incluyó diversos desembarcos anfibios en Arawe el 15 de diciembre de 1943, y en Cabo Gloucester el 26 de diciembre de 1943 en el noroeste de Nueva Bretaña, la captura del mando imperial japonés llevada a cabo en el aeródromo de Tuluvu el 30 de diciembre de 1943 y el desembarco anfibio en Saidor el 2 de enero de 1944. La operación terminó el 10 de febrero de 1944.

## Geografía
Como la mayoría de las islas del Pacífico Sur, las islas del archipiélago de Bismarck son de origen volcánico con empinadas laderas de montañas, selva y pantanos, donde la malaria era un problema para todos los soldados desplegados. El clima tropical rara vez mejoraba por las tormentas de lluvia torrencial y densas nubes que cubrían la región. Las islas habitadas habían sido gestionados por Australia como un mandato de la Sociedad de Naciones antes de la guerra, y sólo había un asentamiento occidental establecido originalmente por el Imperio alemán antes de la Primera Guerra Mundial que se centró en algunas plantaciones de palmera cocotera y complejos de misioneros.

## Fases
La Operación Dexterity se dividió en tres fases diferentes:
- Operación Lazaretto – Desembarco previsto en el sur de Nueva Bretaña en la plantación de Lindenhafen, aproximadamente a 5k m de Gasmata, el 14 de noviembre de 1943 y la neutralización de la base japonesa en Gasmata para la protección del flanco oriental de la operación subsiguiente. Esta operación no se llevó a cabo y se sustituyó por una serie de bombardeos y la propia Operación Director.
- Operación Director – Desembarco en Arawe, un cabo al suroeste de Nueva Bretaña, planeada como una distracción para la Operación Backhander, Arawe sirvió como una base de barcos de patrulla.
- Operación Backhander – Desembarco de la 1.ª División de Marines en el cabo Gloucester, al noroeste de Nueva Bretaña, para capturar los campos de aviación japoneses locales y convertirlos en una importante base aérea aliada.
- Operación Appease - Avance de las tropas estadounidenses en Talasea, al norte de Nueva Bretaña, un pequeño pueblo costero, supuso el final de la operación en esta isla.
- Operación Michaelmas – Desembarco en Saidor, un pequeño pueblo de Nueva Guinea, para evitar la retirada de las tropas japonesas en retirada al avance del ejército australiano de Finschhafen.